# 匝瑳郡
- 令制国一覧 > 東海道 > 下総国 > 匝瑳郡
- 日本 > 関東地方 > 千葉県 > 匝瑳郡

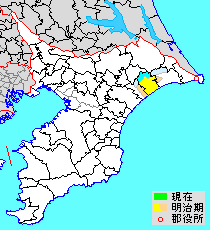
千葉県海上郡の位置（水色・薄水色：後に他郡から編入した区域 薄水色・薄黄：後に他郡に編入された区域）

匝瑳郡（そうさぐん）は、千葉県（下総国）にあった郡。令制国成立以前からの郡とされるが、平安時代末には荘園に分割されるなどの変遷を経て、その後再発足、平成の大合併で消滅した。
海上郡と合わせた地域が海匝と呼ばれ、香取郡も合わせて香取海匝と呼ばれる場合がある。

## 郡名の由来
元々の読みは「さふさ」であり、「さ」は「狭（=美しい）」、「ふさ」は「布佐（=麻）」の意で、「美しい麻のとれる土地」とする説や、「さ」は接頭語で、「ふさ」は下総国最大の郡であることに由来する、という説がある。「匝瑳」は、読みの「さふさ」に好字を充てたものと考えられている。

## 古代
『続日本後紀』に、「昔、物部小事大連、節を天朝に錫し、出でて坂東を征す。凱歌帰報。この功勳に籍りて下総国に始めて匝瑳郡を建て、仍て以て氏となすことを得しむ。是れ即ち熊猪等の祖なり。」とあり、 物部小事の坂東を征した功勳により建郡されたといわれている。香取郡を挟んだ常陸国信太郡とともに物部氏との深い関係が伝えられる。なお、香取神宮の摂社に匝瑳神社があり、この摂社の造り替えは、古くは当郡の役であったともされる。現在の匝瑳市生尾には式内社の老尾神社があり、老尾神社の祀官は香取氏で、私穀を陸奥国鎮所に献じた功績により外従五位下を授けられた香取連五百嶋は当郡に居住したとも、あるいは年老いて大禰宜を辞した後当郡に引退したともされ、香取郡や香取神宮との関係が伝えられ、香取神宮と物部氏との関係も説かれる。
平安時代には小事の子孫を称する物部匝瑳氏が代々鎮守将軍に任ぜられ、当郡や常陸国信太郡の他印旛郡にも物部氏の勢力が及んでいることが知られている。物部匝瑳足継は弘仁3年（812年）2月に鎮守将軍に任ぜられ、物部匝瑳熊猪も承和元年（834年）5月に鎮守将軍に任ぜられた。この時まで物部匝瑳氏の本貫は当郡であったが、承和2年（835年）3月に至り、宿禰の姓を賜るととも本貫を左京二条に移した。
隣り合う香取郡は神郡であり、古代の郡域は近世以降と大きく異なっていた。『和名類聚抄』によれば18郷の大群であり、海上郡や香取郡の一部も含んでいた。

### 郷
『和名類聚抄』に記される郡内の郷（18郷）。
野田・長尾・辛川・千俣・山上・幡間・石室・匝瑳・須賀・大田・日部・玉作・田部・球浦・原・栗原・茨城・中村

### 式内社
『延喜式』神名帳に記される郡内の式内社。
| 神名帳           | 神名帳   | 神名帳 | 神名帳 | 比定社   | 比定社           | 比定社 | 集成 |
| 社名             | 読み     | 格     | 付記   | 社名     | 所在地           | 備考   | 集成 |
| ---------------- | -------- | ------ | ------ | -------- | ---------------- | ------ | ---- |
| 匝瑳郡 1座（小） |          |        |        |          |                  |        |      |
| 老尾神社         | オイヲノ | 小     |        | 老尾神社 | 千葉県匝瑳市生尾 |        |      |

## 中世
平安時代末には当郡を分割して、匝瑳北条荘・匝瑳南条荘・千田荘・玉造荘が立荘され、北部の匝瑳北条荘や千田荘は為光流藤原氏が、南部の匝瑳南条荘は上総氏系の匝瑳氏がそれぞれ勢力を有した。しかし治承4年（1180年）の結城浜の戦いで皇嘉門院判官代藤原親政が源頼朝に呼応した千葉常胤に敗れたため相次いで没落、千田荘には千田氏、匝瑳北条荘には飯高氏、匝瑳南条荘には椎名氏など千葉氏一族が蟠踞した。
建長年間（1249年-1256年）匝瑳北条荘や匝瑳南条荘では浄土宗鎮西派の然阿良忠が積極的に教学活動を展開しており、その外護者として、鏑木九郎胤定や椎名八郎胤光が知られる。嘉暦3年（1328年）以降、金沢称名寺の湛睿が千田荘の土橋東禅寺に長老として住み、戒律・華厳を講じて民衆の崇敬を集めた。元徳3年（1331年）、千葉胤貞は猶子日祐に諸所の堂職・免田を譲与したが、それ以降千田荘内に日蓮宗の教線が拡大された。
建武年間（1334年-1336年）には、北朝方の千葉胤貞と南朝方の千葉貞胤が千田荘で合戦、戦乱は当郡全域に及んだ。享徳4年（1455年）3月の千葉家内紛の際、千葉城を逃れた千葉胤直・胤宣父子は、千田荘の多古城と志摩城に拠って防戦したが、同年8月東禅寺の土橋如来堂で自害して果て、千葉氏系武士団の総領支配体制は崩壊した。
天正年間（1573年-1593年）に開檀した飯高檀林は、日本最古の大学といわれ多くの名僧知識を輩出したが明治維新後廃檀、その使命を立正大学に委ねた。

## 近世
天正18年（1590年）の徳川家康関東移封にともない、郡北部の多古には保科正光、南東部の小笹郷には本多康俊が入部した。江戸時代初期に郡の再編成が行われ、東部は海上郡、北部は香取郡に移され郡域が縮小した。当郡は諸藩領の他、幕府領・旗本領・与力給知が混在し、その占める割合も高い。寛文年間（1661年-1673年）には匝瑳・海上・香取の3郡にまたがる椿海が干拓された。

## 近代
明治元年（1868年）に、松山村で水戸藩最後の内部抗争である松山戦争があった。

### 幕末以降
- 「旧高旧領取調帳」に記載されている明治初年時点での当郡域の支配は以下の通り。●は村内に寺社領が、○は寺社除地が存在。（68村）

| 知行       | 知行                   | 村数 | 村名 |
| ---------- | ---------------------- | ---- | --- |
| 天領       | 幕府領                 | 2村  | 両国新田、新町村 |
| 天領       | 旗本領                 | 32村 | 上原村、宮川村、野手村、吉崎村、登戸村、東小笹村、荻野村、東谷村、上谷中村、時曽根村、○母子村、虫生村、富下村、傍示戸村、新村、飯倉村、田久保村、亀崎村、久方村、木積村、宮本村、生尾村、山桑村、●松山村、中台村、富岡村、長岡村、大浦村、大塚原村、●井戸野村、泉川村、川口村 |
| 天領       | 旗本領・与力給知       | 1村  | 原方村 |
| 天領       | 幕府領・旗本領         | 14村 | 栢田村、新堀村、川辺村、今泉村、長谷村、蕪里村、芝崎村、貝塚村、●米倉村、○八日市場村、富谷村、籠部田村、川向村、駒込村 |
| 藩領       | 下総佐倉藩             | 1村  | 木戸村 |
| 藩領       | 上野安中藩             | 1村  | 目篠村 |
| 天領・藩領 | 幕府領・安中藩         | 3村  | 尾垂村、春海村、谷中村 |
| 天領・藩領 | 幕府領・三河西端藩     | 2村  | 堀川村、高村 |
| 天領・藩領 | 幕府領・下総生実藩     | 1村  | 惣領村 |
| 天領・藩領 | 幕府領・旗本領・佐倉藩 | 1村  | 横須賀村 |
| 天領・藩領 | 幕府領・旗本領・安中藩 | 1村  | 鎌数村 |
| 天領・藩領 | 幕府領・旗本領・生実藩 | 1村  | 小川台村 |
| 天領・藩領 | 旗本領・安中藩         | 5村  | 平木村、高野村、小田部村、台村、太田村 |
| 天領・藩領 | 旗本領・佐倉藩         | 1村  | 椿村 |
| 天領・藩領 | 旗本領・西端藩         | 1村  | 下富谷村 |
| 天領・藩領 | 旗本領・生実藩         | 1村  | 西小笹村 |

1. ↑  記載は堀川小屋村。

- 慶応4年7月2日（1868年8月19日） - 天領が安房上総知県事の管轄となる。
- 明治2年2月9日（1869年3月21日） - 安房上総知県事の管轄地域が宮谷県の管轄となる。
- 明治4年
  - 7月14日（1871年8月29日） - 廃藩置県により、藩領が佐倉県、安中県、西端県、生実県の管轄となる。
  - 10月28日（1871年12月10日） - 第1次府県統合により、安中県の管轄区域が群馬県の管轄となる。
  - 11月14日（1871年12月25日） - 第1次府県統合により、全域が新治県の管轄となる。
- 明治8年（1875年）
  - 5月7日 - 第2次府県統合により千葉県の管轄となる。
  - 尾垂村・惣領村が合併して尾垂惣領村となる。（67村）
- 明治11年（1878年）11月2日 - 郡区町村編制法の千葉県での施行により、行政区画としての匝瑳郡が発足。「海上匝瑳郡役所」が海上郡銚子町に設置され、同郡とともに管轄。

### 郡域
明治11年（1878年）に行政区画として発足した当時の郡域は、概ね以下の区域に相当する。
- 匝瑳市の大部分（吉田、南神崎、八辺、公崎、飯多香、城下、内山新田、内山、飯塚、米持以北を除く）
- 旭市の一部（井戸野・川口・泉川・駒込・大塚原・鎌数・新町）
- 山武郡横芝光町（新井、宝米、二又、篠本以北を除く栗山川以東）

### 町村制以降の沿革

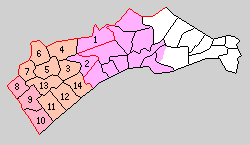
1.共和村 2.豊畑村 3.平和村 4.椿海村 5.福岡町 6.匝瑳村 7.豊栄村 8.南条村 9.東陽村 10.白浜村 11.栄村 12.野田村 13.須賀村 14.共興村（橙：匝瑳市 桃：旭市 赤：山武郡横芝光町）

- 明治22年（1889年）4月1日 - 町村制の施行により、以下の町村が発足。特記以外は現・匝瑳市。●印は近畿以東では珍しく「村」を「そん」と読んだ[8]。（1町13村）
  - 共和村 ← 新町村、鎌数村（現・旭市）
  - 豊畑村 ← 井戸野村、泉川村、川口村、大塚原村、駒込村（現・旭市）
  - 平和村 ← 平木村、東谷村、上谷中村、荻野村、川向村
  - 椿海村 ← 椿村、春海村
  - 福岡町 ← 八日市場村、富谷村、籠部田村、米倉村、下富谷村
  - 匝瑳村 ← 松山村、中台村、山桑村、長岡村、大浦村、生尾村、宮本村
  - 豊栄村 ← 飯倉村、富岡村、時曽根村、貝塚村、木積村、久方村、田久保村、新村、亀崎村
  - 南条村● ← 小川台村、台村、小田部村、傍示戸村、虫生村、富下村、芝崎村、母子村、両国新田（現・山武郡横芝光町）
  - 東陽村● ← 宮川村、谷中村、原方村、目篠村、上原村（現・山武郡横芝光町）
  - 白浜村● ← 木戸村、尾垂惣領村（現・山武郡横芝光町）
  - 栄村 ← 栢田村、川辺村、堀川村
  - 野田村 ← 野手村、今泉村、新堀村
  - 須賀村 ← 蕪里村、高野村、高村、横須賀村
  - 共興村● ← 長谷村、吉崎村、東小笹村、西小笹村、登戸村
  - 太田村が海上郡旭町（現在の旭市）の一部となる。

### 明治から戦前
明治30年（1897年）に郡制が施行され、大正12年（1923年）に廃止されたが、全国的には明治以降も町村合併は進められ、大正から昭和戦前までの間に町村数は著しく減少した。
- 明治30年（1897年）4月1日 - 郡制を施行。郡役所は福岡町に置かれた[注釈 1]。
- 大正4年（1915年）12月8日 - 福岡町が改称して八日市場町となる。
- 大正12年（1923年）4月1日 - 郡会が廃止。郡役所は存続。
- 大正15年（1926年）7月1日 - 郡役所が廃止。以降は地域区分名称となる。
- 昭和17年（1942年）7月1日 - 「海匝地方事務所」が海上郡旭町に設置され、同郡とともに管轄。

### 変遷表
| 明治22年以前  | 明治22年4月1日                  | 明治22年 - 大正15年          | 昭和1年 - 昭和24年              | 昭和25年 - 昭和29年    | 昭和25年 - 昭和29年  | 昭和30年 - 昭和64年    | 平成1年 - 現在                                | 現在            |
| ------------- | ------------------------------- | ---------------------------- | ------------------------------- | ---------------------- | -------------------- | ---------------------- | --------------------------------------------- | --------------- |
|               | 南条村                          | 南条村                       | 南条村                          | 昭和29年11月3日 光町   | 昭和29年11月3日 光町 | 光町                   | 平成18年3月27日 山武郡横芝町と合併し 横芝光町 | 山武郡 横芝光町 |
| 東陽村        | 東陽村                          | 東陽村                       |                                 | 昭和29年11月3日 光町   | 昭和29年11月3日 光町 | 光町                   | 平成18年3月27日 山武郡横芝町と合併し 横芝光町 | 山武郡 横芝光町 |
| 白浜村        | 白浜村                          | 白浜村                       |                                 | 昭和29年11月3日 光町   | 昭和29年11月3日 光町 | 光町                   | 平成18年3月27日 山武郡横芝町と合併し 横芝光町 | 山武郡 横芝光町 |
| 香取郡 日吉村 | 香取郡 日吉村                   | 昭和23年11月3日 匝瑳郡に編入 |                                 | 昭和29年11月3日 光町   | 昭和29年11月3日 光町 | 光町                   | 平成18年3月27日 山武郡横芝町と合併し 横芝光町 | 山武郡 横芝光町 |
| 香取郡 吉田村 | 香取郡 吉田村                   | 昭和23年11月3日 匝瑳郡に編入 | 昭和29年3月31日 八日市場町      | 昭和29年7月1日 市制    | 八日市場市           | 平成18年1月23日 匝瑳市 | 匝瑳市                                        |                 |
| 香取郡 飯高村 | 香取郡 飯高村                   | 昭和23年11月3日 匝瑳郡に編入 | 昭和29年3月31日 八日市場町      | 昭和29年7月1日 市制    | 八日市場市           | 平成18年1月23日 匝瑳市 | 匝瑳市                                        |                 |
| 香取郡 豊和村 | 香取郡 豊和村                   | 昭和23年11月3日 匝瑳郡に編入 | 昭和29年3月31日 八日市場町      | 昭和29年7月1日 市制    | 八日市場市           | 平成18年1月23日 匝瑳市 | 匝瑳市                                        |                 |
| 福岡町        | 大正4年12月8日 八日市場町に改称 | 八日市場町                   | 昭和29年3月31日 八日市場町      | 昭和29年7月1日 市制    | 八日市場市           | 平成18年1月23日 匝瑳市 | 匝瑳市                                        |                 |
| 匝瑳村        | 匝瑳村                          | 匝瑳村                       | 昭和29年3月31日 八日市場町      | 昭和29年7月1日 市制    | 八日市場市           | 平成18年1月23日 匝瑳市 | 匝瑳市                                        |                 |
| 平和村        | 平和村                          | 平和村                       | 昭和29年3月31日 八日市場町      | 昭和29年7月1日 市制    | 八日市場市           | 平成18年1月23日 匝瑳市 | 匝瑳市                                        |                 |
| 椿海村        | 椿海村                          | 椿海村                       | 昭和29年3月31日 八日市場町      | 昭和29年7月1日 市制    | 八日市場市           | 平成18年1月23日 匝瑳市 | 匝瑳市                                        |                 |
| 豊栄村        | 豊栄村                          | 豊栄村                       | 昭和29年3月31日 八日市場町      | 昭和29年7月1日 市制    | 八日市場市           | 平成18年1月23日 匝瑳市 | 匝瑳市                                        |                 |
| 須賀村        | 須賀村                          | 須賀村                       | 昭和29年3月31日 八日市場町      | 昭和29年7月1日 市制    | 八日市場市           | 平成18年1月23日 匝瑳市 | 匝瑳市                                        |                 |
| 共興村        | 共興村                          | 共興村                       | 昭和29年3月31日 八日市場町      | 昭和29年7月1日 市制    | 八日市場市           | 平成18年1月23日 匝瑳市 | 匝瑳市                                        |                 |
| 野田村        | 野田村                          | 野田村                       | 昭和29年7月17日 野栄町          | 昭和29年7月17日 野栄町 | 野栄町               | 平成18年1月23日 匝瑳市 | 匝瑳市                                        |                 |
| 栄村          | 栄村                            | 栄村                         | 昭和29年7月17日 野栄町          | 昭和29年7月17日 野栄町 | 野栄町               | 平成18年1月23日 匝瑳市 | 匝瑳市                                        |                 |
| 豊畑村        | 豊畑村                          | 豊畑村                       | 昭和29年6月1日 海上郡旭町に編入 | 昭和29年7月1日 市制    | 旭市                 | 旭市                   | 旭市                                          |                 |
| 共和村        | 共和村                          | 共和村                       | 昭和29年6月1日 海上郡旭町に編入 | 昭和29年7月1日 市制    | 旭市                 | 旭市                   | 旭市                                          |                 |

### 行政
海上・匝瑳郡長
特記なき場合『匝瑳郡誌』による。
| 代 | 氏名       | 就任年月日                | 退任年月日                | 備考                   |
| -- | ---------- | ------------------------- | ------------------------- | ---------------------- |
| 1  |            | 明治11年（1878年）11月2日 |                           |                        |
|    | 宮川九郎   | 明治30年（1897年）4月     | 明治32年（1899年）3月     |                        |
|    | 宮越正良   | 明治32年（1899年）4月     | 明治33年（1900年）3月     |                        |
|    | 大野道一   | 明治33年（1900年）4月     | 明治35年（1902年）5月25日 |                        |
|    | 桧山信邦   | 明治35年（1902年）5月26日 | 明治36年（1903年）1月     |                        |
|    | 小沼量平   | 明治36年（1903年）1月     | 明治39年（1906年）5月     |                        |
|    | 岡巌       | 明治39年（1906年）5月     | 明治41年（1908年）6月     |                        |
|    | 介川常保   | 明治41年（1908年）6月     | 明治41年（1908年）7月     |                        |
|    | 直井綱     | 明治41年（1908年）8月17日 | 明治44年（1911年）1月12日 | 在任中に死去           |
|    | 藤川估     | 明治44年（1911年）2月     | 大正2年（1913年）3月      |                        |
|    | 宮村豊     | 大正2年（1913年）3月      | 大正5年（1916年）12月     |                        |
|    | 並木重太郎 | 大正5年（1916年）12月     | 大正8年（1919年）9月      |                        |
|    | 石本堅     | 大正8年（1919年）9月11日  | 不明                      |                        |
|    |            |                           | 大正15年（1926年）6月30日 | 郡役所廃止により、廃官 |

## 現代
昭和20年（1945年）8月15日、第二次世界大戦は終結、戦後の町村の移動について以下に記す。
- 昭和23年（1948年）11月3日 - 香取郡吉田村・飯高村・豊和村・日吉村が本郡に変更。（1町17村）
- 昭和29年（1954年）
  - 3月31日 - 八日市場町・平和村・椿海村・匝瑳村・豊栄村・須賀村・共興村・吉田村・飯高村・豊和村が合併し、改めて八日市場町が発足。（1町8村）
  - 5月3日 - 南条村・東陽村・白浜村・日吉村が合併して光町が発足。（2町4村）
  - 6月1日 - 共和村・豊畑村が海上郡旭町に編入。（2町2村）
  - 7月1日 - 八日市場町が市制施行して八日市場市となり、郡より離脱。（1町2村）
  - 7月17日 - 栄村・野田村が合併して野栄町が発足。（2町）

### 平成の大合併
- 平成18年（2006年）
  - 1月23日 - 野栄町が八日市場市と合併して匝瑳市が発足し、郡より離脱。（1町）
  - 3月27日 - 光町が山武郡横芝町と合併して山武郡横芝光町が発足。同日匝瑳郡消滅。